# Office national de la statistique
L'Office national de la statistique est le service officiel des statistiques de Mauritanie et a été créé en 1990. Ses activités s'organisent dans le cadre plus général du système statistique de Mauritanie.
L'ONS est un établissement d'état à caractère administratif doté de la personnalité morale et de l’autonomie financière et placé sous l'autorité du ministre chargé de la statistique, actuellement le ministre de l'Économie et du développement. Ses attributions et son organisation ont fait l'objet du décret n° 90.026/P/CMSN en date du 4 février 1990 pris par le président de la République Maaouiya Ould Sid'Ahmed Taya.
Très généralement, l'ONS à pour objet La mise en place d’un système national intégré pour la collecte des statistiques
économiques, démographiques et sociales en recourant soit à des recensements exhaustifs ou à des enquêtes
par sondage, soit en exploitant les documents en provenance du secteur public ou du secteur privé.

## Mission
En particulier l’ONS est chargé :
- de l’élaboration des concepts, des définitions, des nomenclatures ainsi que des autres éléments de la méthodologie générale statistique appliquée dans le pays ;
- du traitement et de l’analyse des informations statistiques collectées selon les techniques scientifiques appropriées ;
- de l’impression de la documentation élaborée et sa vulgarisation à l’intérieur comme à l’extérieur du pays ;
- du suivi de la conjoncture économique et la confection des indices nécessaires à l’évaluation de l’exécution des plans de développement dans leurs phases successives ;
- de la mise à la disposition de l’État, des collectivités locales et des opérateurs économiques privés des données statistiques nécessaires à l’élaboration des plans de développement et à la rationalisation des choix économiques d’une manière générale ;
- de la recherche et de l’établissement de relations, de coopération mutuellement avantageuses avec les institutions statistiques nationales et étrangères en vue de l’harmonisation et de l’amélioration des méthodologies utilisées ;
- de la formation et du recyclage de cadres dans le domaine de la statistique ou de la démographie ;
- de la contribution à l’effort national en matière de recherche scientifique à travers les études spécialisées et l’élaboration des méthodologies d’enquêtes adaptées au contexte du pays.

## Organisation
Du fait de son statut d'établissement public, l'ONS est doté d'un conseil d'administration et d'une direction générale.

### Conseil d'administration
Le Conseil d’administration délibère sur toutes les mesures d’administration et de gestion de l’établissement et en particulier des questions suivantes :
- Budget de l’établissement
- Règlement intérieur
- Statut du personnel
- Organigramme
- Échelle des rémunérations, indemnités et autres avantages accordés au personnel dans la limite des textes en vigueur
- Nomination et révocation en ce qui concerne les postes de responsabilité
- Niveau du personnel et plan de recrutement.

### Direction Générale
Le Directeur général de l’Office National de la Statistique et le Directeur général adjoint, choisis parmi les spécialistes nationaux des sciences statistiques, économiques ou démographiques, sont nommés par décret pris en Conseil des Ministres sur proposition du Ministre chargé de la statistique.
Le Directeur général :
- est responsable devant le Conseil d’Administration de l’exécution des délibérations de celui-ci dûment approuvées par les autorités de tutelle ;
- est ordonnateur unique du budget de l’établissement ;
- propose les nominations aux postes de responsabilité et a autorité sur l’ensemble du personnel ;
- représente l’établissement en justice, soit personnellement soit en donnant mandat à cet effet à l’un de ses représentants.

Le Directeur général est Mohamed El Moctar Ould Ahmed Sidi ; il est assisté d'un Directeur général-adjoint, Taleb Ould Mahjoub.
- La Direction générale, Le Directeur général
  - Agence comptable
- 7 Directions
  - Direction de la Coordination et de la Programmation statistique
  - Direction des Statistiques économiques et de la Comptabilité nationale
  - Direction des Statistiques démographiques et sociales
  - Direction des Statistiques sur les Conditions de vie
  - Direction des Statistiques régionales
  - Direction de la diffusion et de l'Informatique
  - Direction des Affaires Administratives

### Adresse
BP 240 - Nouakchott
Mauritanie
Téléphone : (222) 525 28 80 et (222) 525 50 31 Fax:(222) 525 51 70

Mél. :boumeiss@ons.mr

Site web : www.ons.mr

## Histoire
| Nom                              | Période                   |
| -------------------------------- | ------------------------- |
| Baba Ould Boumeiss               | 2005 - 2011               |
| Sidna Ndah Mohamed Saleh         | mars 1998 - août 2005     |
| Mohamed Moktar Zamel             | novembre 1996 - mars 1998 |
| Mohamed Abdallahi Mohamed Lemine | 1984 - novembre 1996      |